# Cattedrale nuova di Coimbra
La cattedrale nuova di Coimbra (Sé Nova de Coimbra) è una chiesa cattolica di Coimbra e cattedrale della diocesi di Coimbra.

## Storia
Costruita come chiesa dei Gesuiti in stile barocco fra il 1598 e il 1640, su progetto dell'architetto Baltazar Álvares. La chiesa divenne cattedrale solo nel 1772, dopo l'espulsione dell'ordine dal Portogallo nel 1759. È dedicata al Santissimo Nome di Gesù.